# Black Rose (englische Band)
Black Rose ist eine englische Hard-Rock- und New-Wave-of-British-Heavy-Metal-Band aus Middlesbrough, die 1978 unter dem Namen Ice gegründet wurde, sich 1989 auflöste und seit 2006 wieder aktiv ist.

## Geschichte
Die Band wurde 1978 unter dem Namen Ice gegründet. Diese wurde ernsthaft betrieben, nachdem der Gitarrist Kenny Nicholson zur Besetzung gekommen war. Etwas später stieß Charlie McKenzie als neuer Schlagzeuger zur Gruppe. Nach lokalen Auftritten änderte die Gruppe ihren Namen im Jahr 1980 in Black Rose. Die Band bestand hierbei aus dem Sänger und Gitarristen Steve Bardsley, dem Gitarristen Kenny Nicholson, dem Bassisten Marty Rajn und dem Schlagzeuger Mark Eason. Bis Ende des Jahres konnte die vierköpfige Band ihre Bekanntheit steigern. 1981 nahm die Band in den Impulse Studios von Neat Records in Wallsend, ein Demo auf, das die sechs Lieder Alright on the Night, Biker, Killer, Loveshock, Ready Aim Fire und Raised in Hell enthält. Das Demo wurde allerdings nie veröffentlicht. In der zweiten Hälfte des Jahres 1981 verließ McKenzie die Besetzung, um der Band Taurus beizutreten. Zudem war er später unter anderem bei Samson aktiv. Auch Kenny Nicholson verließ die Band und sprach bei White Spirit vor. Nachdem er jedoch nicht genommen worden war, entschied er sich bei Holland bzw. Hammer und Fast Kutz aktiv zu sein. Zu den verbliebenen Mitgliedern Marty Rajn und Steve Bardsley stießen der Gitarrist Chris Watson und der Schlagzeuger Malla Smith. Zusammen arbeiteten sie an neuen Liedern, doch das erhoffte Interesse eines Labels blieb noch aus. Für den Sampler Roxcalibur, der Anfang 1982 bei Guardian Records erschien, wurden die Lieder No Point Runnin’ und Ridin’ Higher beigesteuert. Im selben Jahr schloss sich die Single No Point Runnin’ mit dem Lied Sucker for Your Love als B-Seite bei dem Label Teesbeat an. Durch die Single konnte die Gruppe ihren Bekanntheitsgrad steigern. Das Durchschnittsalter der Mitglieder lag seinerzeit bei etwa 20 Jahren. Kurz nach der Veröffentlichung verließ der Bassist Marty Rajn die Band und wurde durch Mick Thompson ersetzt. Für No Point Runnin’ wurde ein Musikvideo von Check It Out, einem lokalen TV-Programm, in Auftrag gegeben. Das Video wurde allerdings nie ausgestrahlt. In der Phase, in der Black Rose Konzerte zusammen mit Vardis und Raven gab, tauchte die Band öffentlichkeitswirksam in der Sparte Armed and Ready im Kerrang auf. Zudem trat die Gruppe auf dem Gateshead Festival auf, an dem auch Limelight, Budgie und Trust teilnahmen. Während dieser Zeit spielte die Band insgesamt dreimal im Londoner Marquee Club, trat in verschiedenen Teilen Europas auf und hielt Konzerte mit Atomic Rooster, Diamond Head, Spider und Terraplane ab. Gegen Ende des Jahres wurden Demoaufnahmen von Love on the Line, Take Me Away und Red Light Lady angefertigt, während das Lied Knocked Out auf den Sampler One Take No Dubs von Neat Records Eingang fand. Nach weiteren Demos zu We’re Gonna Rock You und Burn Me Blind unterzeichnete Black Rose einen Vertrag bei Bullet Records. Hierüber erschien eine selbstbetitelte EP, die aus vier Liedern vorheriger Studioaufenthalte besteht. Das Debütalbum Boys Will Be Boys schloss sich im Jahr 1984 an. Etwas später wurde mit Bronze Records über eine Wiederveröffentlichung des Albums verhandelt, die jedoch nicht stattfand. Auch verhandelte die Band mit diesem Label und Atlantic Records um einen Plattenvertrag, was jedoch auch nicht gelang. Auf dem Album wurden unter anderem die Lieder We’re Gonna Rock You und Stand Your Ground von der vorherigen EP wiederverwendet. Zudem erschienen auch veränderte Versionen von Knocked Out und No Point Runnin’ auf dem Album. Als Single erschien im selben Jahr Boys Will Be Boys mit dem Lied Liar, das nicht auf dem Album enthalten ist, als B-Seite. Da die Verkaufszahlen Bullet Records nicht zufriedenstellten, trennten sich beide Parteien, woraufhin die Band einen Vertrag bei Neat Records unterzeichnete. Noch während die Band bei Bullet Records unter Vertrag gestanden hatte, war in den Impulse Studios die EP Nightmare aufgenommen worden. Diese besteht mit dem Titellied, Need a Lot of Lovin’, Rock Me Hard und Breakaway aus komplett neuem Material. Die EP erschien 1985 bei Neat Records. Hierauf wurde Watson durch den Gitarristen Ian Iredale ersetzt. Dies sollte allerdings die einzige Aufnahme mit Iredale bleiben, da er, nachdem er zu einer Probe nicht erschienen war, durch Watson ersetzt wurde, der zur Band zurückkehrte. Außerdem stieß auch der Gitarrist und Keyboarder Gary Todd hinzu, woraufhin Bardsley sich nur noch auf den Gesang konzentrierte. Smith trat kurze Zeit später Stoneheart bei. Gegen Ende des Jahres fertigte die Band Aufnahmen für die Friday Rock Show an, die am 17. Januar 1986 ausgestrahlt wurden. Hierbei wurden Need a Lot of Lovin’ sowie die neuen Lieder Get Off Your High Horse und Go for the Throat gespielt. 1986 kam Barry Youll als neuer Schlagzeuger zur Gruppe. Nach wenigen Live-Auftritten erschien 1987 das nächste Album Walk It How You Talk It. Hierauf spielt der 16-jährige Pat O’Neill die E-Gitarre, da Watson Black Rose erneut verlassen hatte. Der Veröffentlichung folgten weitere Auftritte, unter anderem im selben Jahr zusammen mit Warfare. Eine geplante Tour durch die USA konnte nicht abgehalten werden, da eine gleichnamige US-Band, die sich die Namensrechte gesichert hatte, eine Strafe von 500.000 US-Dollar androhte. 1988 arbeitete die Gruppe an neuem Material und ging auf ausgedehnte Touren, ehe es 1989 zur Auflösung kam.
Im Jahr 2004 wurde das bisher unveröffentlichte Lied Get Off Your High Horse aus dem Jahr 1986 auf dem 2004er Sampler Total Metal Attack von Old School Records veröffentlicht, ehe sich 2005 die Kompilation Bright Lights Burnin': The Anthology anschloss.
Im Jahr 2006 fanden sich Bardsley, Watson, Smith und der neue Bassist Kiko Rivers wieder zusammen, um eigentlich nur ein neues Album aufzunehmen. Dieses erschien 2010 als Download unter dem Namen Cure for Your Disease. Im selben Jahr verließ Smith die Band und wurde durch Barry Youll, der zur Band kurzzeitig zurückkehrte, ersetzt, ehe als langfristiger Ersatz Chris Bennet hinzukam. 2011 wurde Watson durch den ebenfalls bereits bekannten Gitarrist Kenny Nicholson ersetzt, welcher auf dem Cradle Will Rock All Day Festival in Shildon zum ersten Mal seit über 20 Jahren wieder zusammen mit Black Rose musizierte. 2012 schlossen sich weitere Auftritte an. So spielte die Band im März auf dem Hammerfest in Prestatyn und im Juli auf dem Headbangers Open Air in Brande-Hörnerkirchen. Im Zuge dessen erschien bei Hellion Records die Kompilation The Early Years & More – Remastered, die 18 Lieder (davon acht bis dato unveröffentlichte) enthält, sowie eine weitere namens Loveshock bei High Roller Records.

## Stil
Laut Malc Macmillan in The N.W.O.B.H.M. Encyclopedia wurde die Band durch Iron Maiden und Van Halen beeinflusst. Die Lieder No Point Runnin’ und Ridin’ Higher seien mit der Musik von Jaguar oder Tygers of Pan Tang auf deren Album Spellbound vergleichbar. We’re Gonna Rock You und Burn Me Blind würden Material von Tokyo Blade und Diamond Head ähneln. Mit dem Album Walk It How You Talk It habe sich die Band dem chartfreundlichen Pop-Rock mit Ansprüchen auf den Mainstream zugewandt. Eine ähnliche Entwicklung hätten auch Energy, Mendes Prey, Export und Heavy Pettin durchgemacht.
Martin Popoff bezeichnete in seinem Buch The Collector’s Guide of Heavy Metal Volume 2: The Eighties die Musik von Boys Will Be Boys als Hard Rock, der an Def Leppard erinnert. Die Lieder seien laienhaft und schwerfällig und hätten klischeehafte Texte. Auch auf Walk It How You Talk It habe man sich kaum verbessert und klinge immer noch wie eine Hard-Rock-Band von der High School. Zudem bezeichnete er sie als eine schlechtere Version von Heavy Pettin’.
Metal Mike Blim vom Metal Hammer verglich die Band in seiner Rezension zum Album Boys Will Be Boys mit Diamond Head, da sie „1. ebenso abbauten, 2. ebensolche feinen Mädchentypen sind und 3. sich selbst Material von alten Sachen klauen“. Ersten Punkt bezog er auf die für ihn schlechter werdende Qualität der Lieder, während er mit letzterem meinte, dass die Band auf dem Album Lieder verwendet, die bereits vorher auf anderen Tonträger zu finden gewesen seien. Zudem würden sich viele Lieder stark ähneln.

## Diskografie
- 1981: Black Rose (Demo, Eigenveröffentlichung)
- 1982: No Point Runnin’ (Single, Teesbeat)
- 1983: Black Rose (EP, Bullet Records)
- 1984: Boys Will Be Boys (Album, Bullet Records)
- 1984: Boys Will Be Boys (Single, Bullet Records)
- 1985: Nightmare (EP, Neat Records)
- 1987: Walk It How You Talk It (Album, Neat Records)
- 1987: Shout It Out (Single, K-tel International)
- 2005: Bright Lights Burnin’: The Anthology (Kompilation, Majestic Rock)
- 2010: Cure for Your Disease (Album, Eigenveröffentlichung)
- 2012: Loveshock (Kompilation, High Roller Records)
- 2012: The Early Years & More - Remastered (Kompilation, Hellion Records)